# Walking Bass
Mit Walking Bass [ˈwɔːkɪŋ beɪs] (engl., „gehender Bass“) bezeichnet man im Jazz eine Art der musikalischen Begleitung, bei der ein Bassinstrument, am häufigsten der gezupfte Kontrabass, den Ablauf eines Stückes durch eine rhythmisch gleichmäßige und trotzdem abwechslungsreich gespielte Basslinie vorgibt. Besonders in den konventionellen Spielformen des Jazz ist der Walking Bass – mitunter auch als Walking a Line oder Four Feel bezeichnet – eine bevorzugte Spielart der Bassisten. Aber auch im Blues, Rhythm and Blues, der Country-Musik, dem Ska und der Rock- und Popmusik ist er häufig anzutreffen.

## Musikalische Funktionen
Der Walking Bass erfüllt dabei primär folgende Aufgaben:
- Er gibt in den traditionellen Jazzformen den meist durchgehenden Beat, meist in 4/4, wieder.
- Er versucht, die Harmoniefolge, die bei guten Basslines auch ohne weitere akkordische Begleitung für den Hörer und Mitspieler hörbar wird, so gut wie möglich zu verdeutlichen.
- Er ermöglicht bei einer Besetzung ohne Bass, die Bassfunktionen von einem anderen Instrument darstellen zu lassen, was somit noch die zusätzliche Möglichkeit aufweist, Harmonien und/oder Melodien zu spielen. So hat z. B. ein Solopianist bei Anwendung der Walking Bass-Technik die rechte Hand für Akkorde, Fill-ins, und Soli frei.[3]
- Darüber hinaus kann eine gute und musikalisch empfundene Bassline natürlich die Ideen der anderen Musiker sowohl harmonisch als auch melodisch ergänzen oder kontrastieren, sowie eigene dem Genre angepasste Einfälle in einem persönlichen Stil zu entwickeln; d. h. also auch improvisatorisch zu partizipieren.[4]

## Entstehung

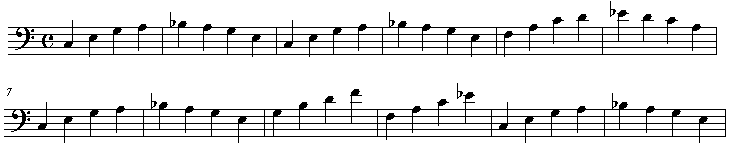
Walking Pattern im Blues, Boogie

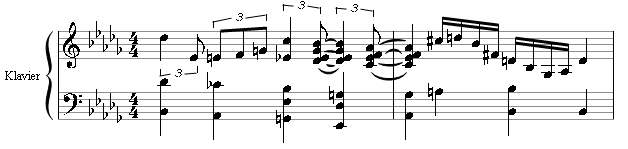
Walking Bass in Dezimen (Art Tatum: „Ain’t misbehavin’“) im Ragtime Stride

Der Übergang vom Two Beat Jazz zum Four Beat Jazz

Die Entstehung des Walking Bass – wie so vieler Phänomene des Jazz – lässt sich nicht an einer bestimmten Person oder einem bestimmten Datum festmachen. In der Literatur wird häufig auf die Verwandtschaft zwischen dem barocken basso continuo (ital. „fortlaufender Bass“) und dem Walking Bass hingewiesen, und in der Tat sind die beiden Erscheinungen sowohl in ihrer gleichmäßigen Bewegung als auch in ihrer harmonischen Funktion miteinander vergleichbar. Frühe Beispiele für die effektvolle Verwendung „gehender Bässe“ finden sich bei Claudio Monteverdi. In der Arie Qual onor di te fia degno aus dem vierten Akt der Oper L’Orfeo (1607) versinnbildlicht der Bassgang die Wanderung des Helden aus der Unterwelt hinaus. Ein weiteres prägnantes Beispiel ist der zu den „Wallfahrtsliedern“ gehörige Psalm Laetatus sum aus der Marienvesper (1610).
Anklänge einer Walking-Bass-artigen Begleittechnik auf dem Klavier lassen sich schon in Ragtime und Boogie finden. Auf frühen Plattenaufnahmen aus den 1920er Jahren sind dann zahlreiche Walking-Bass-Lines zu hören. Im Stride-Piano-Stil, etwa in Art Tatums Version des Fats-Waller-Songs Ain’t misbehavin’, werden die Basslinien vor allem mit parallel geführten Dezimen angereichert. Pionierarbeit für den heute klassischen Begleitstil des Walking Bass leistete, aufbauend auf dem Spiel des Duke-Ellington-Bassisten Wellman Braud, Walter Page.
Wichtig für den Erfolg des Walking Bass war dabei der Wechsel vom Two Beat Jazz zum Four Beat Jazz im sogenannten Kansas City Style. Ragtime und Dixieland sind, unabhängig von der unterschiedlichen Betonung auf 1 und 3 oder 2 und 4, zweischlägige Rhythmen, da die Bassdrum als Träger des Fundamentalrhythmus nur zwei Schläge pro Takt spielt. Der Swing weist dagegen grundsätzlich vier Schläge pro Takteinheit auf.
Aber auch im Bebop, in dem der Schlagzeuger seine Rhythmusfunktionen freier gestaltet, vielfältige Akzente setzt und den Beat eher einkreist als direkt ausspielt, erfüllt der Walking Bass wichtige ausgleichende, den Grundrhythmus betonende Aufgaben.

## Aufbau
In der folgenden Darstellung wird zum Zweck der besseren Erklärung zwischen einer vereinfachenden, das Verständnis der Grundprinzipien erleichternden theoretischen Darstellung (wie sie auch häufig in Lehrbüchern anzutreffen ist), und der realen Anwendung, Erweiterung und teilweisen Außerkraftsetzung dieser Regeln in der musikalischen Praxis unterschieden.

### Theoretischer Aufbau
Eine Walking-Bass-Line besteht dem Grundkonzept nach aus Viertelnoten, die dem aktuell gespielten Akkord- und Tonartmaterial entstammen. Der wichtigste Ton ist der die harmonischen Zusammenhänge aufzeigende Grundton auf dem ersten Viertel. Weitere wichtige Stufen des Akkordes sind die häufig auf dem dritten Viertel erscheinende Quinte und die Terz. Vor einem Akkordwechsel wird der Grundton des folgenden Akkordes meist durch chromatische (chromatic approach) oder diatonische Annäherung auf dem letzten Viertel des vorhergehenden Akkordes erreicht.
Sprünge, die das Intervall einer Sexte bzw. Septime überschreiten, sind – mit Ausnahme von Oktavsprüngen – eher selten, da sie das ruhige, natürliche Fortschreiten der Basslinie eher stören würden. Sie sind aber ein Stilmittel für dramatische Effekte, wenn die stufenweise Linie plötzlich eine None bzw. Septime tiefer oder höher fortgesetzt wird.
Das folgende Beispiel zeigt eine Basslinie, wie sie über ein 12-taktiges Blues-Schema in C-Dur gespielt werden kann. Charakteristisch ist in diesem Fall das Wechseln zwischen Takten, in denen akkordeigene Töne als Arpeggio gespielt werden und solchen, die in linearen Bewegungen zum nächsten Takt hinführen: 

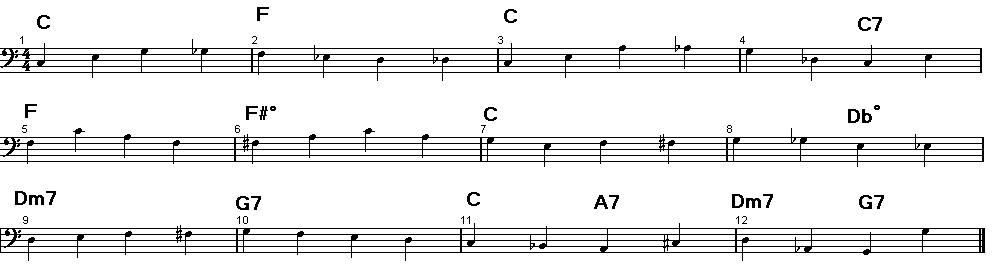
Freies Beispiel eines Walking Bass

Takt 1:
1. Viertel: Grundton
2. Viertel: Terz
3. Viertel: Quinte
4. Viertel: Chromatischer Annäherungston
Takt 2: Tonleiter mit chromatischem Annäherungston.
Takt 3 ähnlich Takt 1 mit C6:
Takt 4 auf zwei chromatische Annäherung und Zeit 4 diatonisch, obwohl auch ein Halbton.

Takt 5 und 6 verwenden die dazugehörigen Akkordtöne: Grundton, Terz und Quinte.

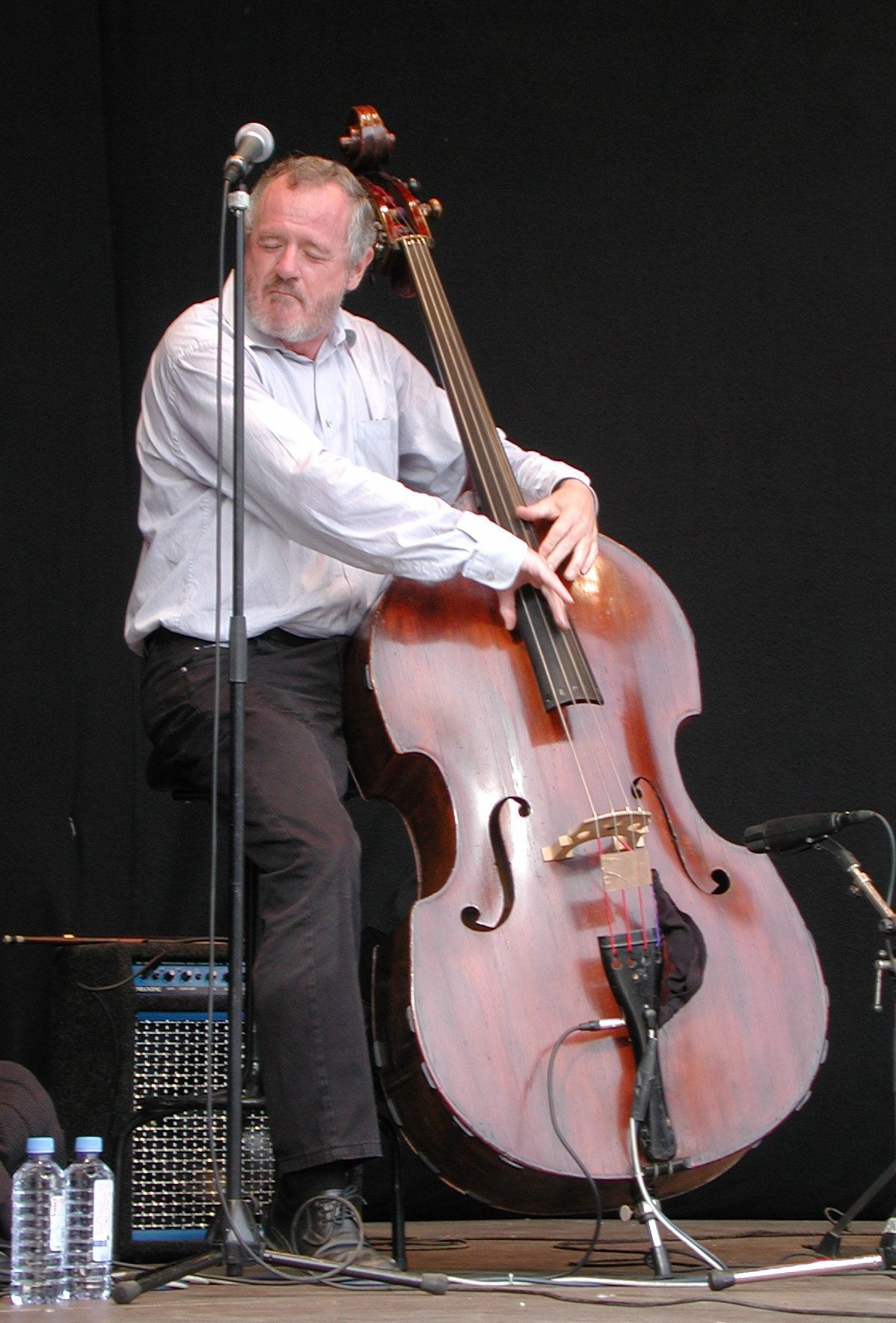
Niels-Henning Ørsted Pedersen

Takt 7 Töne der Tonika und chromatische r Annäherungston
In Takt 8 wird kein harmonischer Quintfall zum folgenden Akkord gemacht, sondern die typische Wendung I - # I° - II benutzt, die von I zu II führt, # I° ersetzt den A7-Akkord auf der VI Stufe:
1. Viertel: Grundton
2. Viertel: Sekunde
3. Viertel: Terz
4. Viertel: Chromatisch erniedrigter Annäherungston Terz. Umgedeutet für d-Moll ist das die kleine None.
Takt 9 und 10 sind Ausschnitte der Tonleiter C-Dur:
1. Viertel: Grundton
2. Viertel: Sekunde
3. Viertel: Terz
4. Viertel: Chromatisch erhöhter Annäherungston Terz.

1. Viertel: Grundton
2. Viertel: Septime
3. Viertel: Sexte
4. Viertel: Die Quinte als diatonischer Annäherungston.
Takt 11 und 12, klassischer I - VI7 - IIm - V7 Turnaround zu C. Mit Annäherungstönen cis, ein Halbton zu d aus moduliertem A7, chromatischen as und Quintsprung g zu c.
Takt 2 und 10 verwenden z. B. die Sexte und kleine Septime und Takt 7 die Quarte. Takt 4 und 7 verwenden anstatt des Grundtons die Quinte auf dem ersten Viertel.
Der Übergang von Takt 10 zu 11, sowie Takt 6 zu 7 verwendet die diatonische Annäherung, während die anderen Takte den chromatischen Übergang wählen. Takt 4 zu 5 und 5 zu 6 verwenden die Annäherung von unten, während z. B. Takt 1-2, oder 2-3 etc. die Annäherung von oben praktizieren.
Schwierig zu erklären ist das zweite Viertel ges (oder fis) im achten Takt. Es klingt wie eine Wechselnote zu g, die Auflösung findet aber nicht statt, sondern es wird statt der Quinte g die Terz e des Akkords Db° angesteuert. Auch ein f kann man dort spielen, was aber nicht so überzeugend klingt. Schließlich kann man das ges auch als lydische Quarte von C betrachten, was aber konstruiert ist; oder als Vorwegnahme der Ganztonhalbtonskala des folgenden Akkordes Db°, welche Erklärung hier aber sonst nicht benutzt wurde.
Genaugenommen handelt es sich am Anfang von Takt acht, da ein C erklingt, um die II-V Folge Em7 – A7(b9), wofür fis einfach besser passt, gerade weil Em7 eigentlich die b5 (B statt H) für eine Mollkadenz zu Dm bräuchte. Ebenso kann man schon am Anfang von Takt acht Db° spielen, was aber nicht so überzeugt.
Oder – da Takt sieben und acht mit der Tonika in Takt neun die Subdominante (genauer Subdominantenparallele) ansteuern, kann man das f, in das sich das e halbtönig nach oben auflösen soll, natürlich nicht vorwegnehmen, weil man die Spannung vorzeitig lösen würde.

### Musikalische Praxis
Diese Töne und Rhythmen werden, je nach Routine und Inspiration des Bassisten, mit zusätzlichen leitereigenen Optionstönen – dabei bevorzugt der kleinen Septime – chromatischen Durchgangstönen, ganzen Tonleiterausschnitten, oder auch völlig leiterfremden Tönen angereichert. Die rhythmischen Variationen umfassen Vergrößerungen und Verkleinerungen, Triolenbildungen sowie notationstechnisch nicht zu fixierende Schwerpunktverschiebungen, die sogenannten Offbeats.

#### Harmonik
Die starre, eher theoretische Orientierung an Grundton und Quinte wird abhängig vom jeweiligen Jazzstil und den musikalischen Vorstellungen der beteiligten Musiker häufig aufgegeben. Eine interessante Walking-Bass-Linie ist dann meist bestrebt, in der Auswahl ihrer Töne folgende Klangaspekte abwechslungsreich, aber harmonisch klar zu realisieren:
- Die Darstellung der jeweiligen Tonleiter bzw. Skala, des zugehörigen Akkords, oder der dem Titel zugrundeliegenden Modalität.

- Die Umspielung bzw. Einkreisung von elementaren Fixpunkten bzw. Akkordtönen des jeweiligen Titels. Beispiel für Double Chromatic Approach anhörenⓘ/?[12]

Beispiel für Double Chromatic Approach

Beim Abweichen vom theoretischen Schema eines akkordweisen Harmoniewechsels erlangen die oben genannten Regeln natürlich neue kreativ nutzbare Freiheiten.

So ist bei über mehrere Takte gleichbleibenden Akkorden natürlich die explizite Betonung des Akkordgrundtones auf dem ersten Schlag für die harmonische Fixierung weit weniger wichtig. An der jeweiligen Skala orientierte Ansätze treten hier vermehrt in den Vordergrund. Dies ist an Takt 3 und 4 des obigen Notenbeispiels ersichtlich. Da beide Akkorde C-Dur darstellen, ist eine Betonung des Grundtones im zweiten Takt überflüssig. Der Bass bringt hier auf dem ersten Viertel von Takt 4 den Ton G, der ohne die vorherige harmonische Klärung (d. h. das C-Dur in Takt 3) durchaus als Grundton von G-Dur/G7 interpretierbar wäre. 

Halbtaktige Akkordwechsel in John Coltranes Titel Giant Steps

Kürzere Taktwechsel bzw. andere Taktarten wie 3/4 oder 5/4-Viertel Takt stellen den Bassisten natürlich vor ganz andere Herausforderungen und sind mit dem oben genannten Modell der Schwerpunkte auf dem ersten und dritten Viertel natürlich nicht vereinbar. Beispiele für raschen, halbtaktigen Akkordwechsel sind Turnarounds, oder z. B. John Coltranes Titel Giant Steps.
Beliebt ist auch das Einkreisen eines Zieltones von oben und unten auf schwerer Taktzeit (Double Chromatic Approach). So werden in obigem Beispiel die Zieltöne A und D von Takt 3 und 4 über ihre chromatischen Nachbarn Bb und C#, sowie C# und Eb erreicht.
Damit kommen die typische große Terz über einem Mollakkord, oder die große Septime über einem Dominantseptakkord zustande. In Dur kommt häufig die kleine Septime vor; bei der Tonika die kleine Sexte. Und natürlich ergeben sich zusätzlich kleine Sekunden.

#### Rhythmik
Auch der in der Grundform gleichmäßige Viertelnoten-Takt kann variiert werden, indem Töne rhythmisch vorgezogen oder nachgeschlagen. werden (Drops etc.). Die rhythmische Versetzung eines vorgezogenen Tons ist so kurz und leicht, dass sie kaum in herkömmlicher Notationsweise darstellbar ist. Drops werden häufig als absteigende Triole gespielt: 

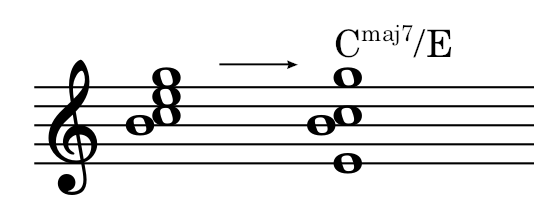
Beispiel für einen Dropping-Bassverlauf

Der durchgehende Viertelrhythmus kann dabei, wie in folgendem Beispiel, durchaus durch Achtelläufe und Triolenfiguren bereichert und durchbrochen werden, ohne den natürlichen Lauf des Walking Bass zu unterbrechen. 

Beispiel für einen Bassverlauf mit Vierteln, Achteln und Achteltriolen

#### Praxis
Die Kunst dabei ist, ein zuverlässiges und durchschaubares rhythmisches und harmonisches Fundament sowohl für die Mitmusiker als auch für die Zuhörer zu liefern, ohne dabei in klischeehafte und langweilige Linien (siehe das Standardschema) abzugleiten. Dabei kann es insbesondere auch erlaubt und erwünscht sein, rhythmisch kaum notierbare Unsauberkeiten, sowie leicht abweichende Intonation beim Spiel, sowie Nebengeräusche der Saiten mit einzubeziehen. Oft sind diese Unsauberkeiten aber ärgerlich. Dies macht es schwierig, wirklich interessante Basslinien in allen Details zu notieren.
Versierte Bassisten (siehe das Kapitel Hörbeispiele) überwinden in ihrem Spiel meist die dargestellten Schemata, und formulieren eigene, häufig von intensiver Chromatik geprägte Melodielinien. Im Idealfall sind diese dabei weniger als simple Bassgrundlage, sondern als eigene, und selbstständige musikalische Gedanken zu interpretieren bzw. zu hören.

## Instrumente
Das typische Instrument für den Walking Bass ist der pizzicato gespielte Kontrabass. Diesem von der Spieltechnik und den Fingersätzen her nahe verwandt ist der E-Bass, so dass ein Spieler, der beide Instrumente benutzt, die Kunst des Walkings normalerweise auf beiden Bässen ausüben kann. Der E-Bass hat meistens Bünde und somit feste, gestimmte Tonhöhen. Die bundlose (Fretless Bass) Variante des E-Basses klingt viel weicher und stellt erheblich höhere Ansprüche an Tonbildung und Intonation. 

Walking Bass auf der Gitarre

Weniger verbreitet sind Walking-Bass-Lines auf Blasinstrumenten wie Tuba, Sousaphon, Bassklarinette oder Baritonsaxophon. Dies liegt daran, dass die Anforderung des ständig fließenden bzw. schlagenden Pulses hohe Anforderungen an die Atemtechnik des Spielers stellt. Umso beeindruckender sind daher Bläser, die dies trotzdem beherrschen (Tower of Power, Bob Stewart). Bei den Brassbands aus New Orleans übernahm die Tuba oder das Sousaphon den Basspart, der oft kein reiner Walkingbass war, aber häufig Riffs und lineare Phrasen der Headarrangements verwandte.
Selbstverständlich kann das Walking auch auf den tiefen Saiten einer Gitarre erfolgen (eher unüblich und daher mehr als Effekt denn als Standard anzusehen). Von geübten Jazz-Pianisten wird ebenfalls erwartet, dass sie mit der linken Hand reizvolle Basslinien, die sich mit Intervallen oder Akkorden abwechseln, spielen können. Auf dem Pedal der Hammondorgel hat es etwa Barbara Dennerlein zur Meisterschaft im Walking-Bass-Spielen gebracht. Von Rhoda Scott gibt es mit Kenny Clarke swingende Aufnahmen eines Hammondbasses.

## Hörbeispiele
Als Hörbeispiele sind so gut wie alle Jazz-Aufnahmen aus der Swing- und Bebop-Ära geeignet.
Einer der Bassisten der älteren Generation, die sich auch angesichts der zunehmenden solistischen Emanzipation des Basses zu einem einfachen, aber gekonnten Walking Bass bekannten, war der langjährige Oscar-Peterson-Begleiter Ray Brown:
„Einige der Jungen, die den Bass wie eine Gitarre spielen, sind phantastisch. Aber ich liebe es nach wie vor, time zu spielen: Rhythmus mit einem guten Sound, der niemals durch irgendetwas anderes ersetzt werden kann. Er ist wie ein Herzschlag.“
Ein Beispiel aus der Praxis ist der Titel Sushi. Brown belebt hier den Walking Bass mit Offbeatphrasierungen, Punktierungen, triolischen Drops in Takt 3, einem Wechsel zu halben Notenwerten in Takt 5 und 6 sowie einer über zwei Oktaven geführten Abwärtsbewegung in Sekundschritten.

Bassline von Ray Brown aus dem Titel Sushi

Basslinie von Charlie Mingus aus dem Titel Pork Pie

Charlie Mingus spielt im Titel Goodbye Pork Pie Hat folgende langsame, stark punktierte Basslinie:
Weitere Meister des Walking Bass waren und sind zum Beispiel Walter Page, Oscar Pettiford, Mike Richmond, Jimmy Blanton, Ron Carter, Niels-Henning Ørsted Pedersen oder Miroslav Vitouš. Die Jazzpädagogik betont auch die Basslinien von Steve Gilmore.
Viele Aufnahmen beweisen, dass die Methode des Walking-Bass-Spiels auch im Rahmen des Bebop und bis heute ihren Platz im Jazz behauptet. So erklingt in Charlie Parkers Titel Now’s the Time folgender solide Walking Bass: (anhörenⓘ). McCoy Tyners Bassist Avery Sharpe verwendet bei der Aufnahme des Thelonious-Monk-Klassikers In Walked Bud aus dem Jahr 1991 ebenfalls einen klassischen Walking Bass.
Insgesamt aber hat die Bebop-Revolution jedes Instrument von der ihm jeweils zugeschriebenen starren Rolle befreit, was für den Bass heißt, dass an die Stelle überwiegend harmonisch-metrischer Aufgaben rein melodische oder rein rhythmische Aufgaben treten können.

## Außerhalb des Jazz
Viele Basslinien, die im Rock ’n’ Roll und Rockabilly gespielt werden, stehen auf der Grenze zwischen Boogie-ähnlichen Ostinato-Figuren und dem Walking Bass. Die Walking-Bass-Figuren im Rock und Popbereich sowie in Bluesschemata (anhörenⓘ) bauen häufig auf sich wiederholenden, gleichbleibenden 1-4 taktigen Mustern mit hohem Wiedererkennungswert (siehe Paul McCartneys Basslinie aus dem Beatles-Titel Penny Lane) auf.
Andererseits gibt es auch Swing-Nummern, deren Bassläufe ebenso gut in eine Rock-’n’-Roll-Nummer passen würden. Ein klassisches und bekanntes Beispiel hierfür ist In the Mood von Glenn Miller, in dem beim Thema einfache Arpeggios gespielt werden, während in den Soloparts der Bass wesentlich freier agiert.

Der Walking Bass wird gelegentlich verwendet, um einem Stück, das eigentlich außerhalb des Jazz anzusiedeln wäre, zusätzlich zu den verwandten Instrumenten auch einen jazzigen Touch zu geben. 

Bass aus dem Queen-Titel Crazy Little Thing Called Love

Ein Beispiel hierfür ist der Titel Crazy Little Thing Called Love der Rock-Band Queen aus ihrem Album „The Game“ des Jahres 1980, der musikalisch betrachtet nur eine triolische Variation bekannter Bluesschemata darstellt. Ein weiteres Beispiel ist Get Out Of Your Lazy Bed von Matt Bianco auf „Whose Side Are You On?“ aus dem Jahr 1984.

Ebenso spielten Emerson, Lake & Palmer mitunter stilgerechten Jazz. So lieferte Greg Lake im Titel Take a Pebble zu stilgerechten 16-tel Hi-Hat-Figuren von Palmer folgenden Walking Bass.

Greg Lakes Bass im Song „Take a Pebble“

Einfache sich wiederholende Walking-Bass-Modelle sind auch im Ska gebräuchlich. Ein gleichförmiges Bassmodell aus Vierteln und Achteln kontrastiert hier mit um offbeatmäßig dazu ein Achtel nachgezogenen, abgehackt klingenden Gitarrenakkorden. 

Bass und Gitarre typischer Ska-Musik

Walking-Bass-Lines werden teilweise auch von, mit dem Jazz flirtenden, Pop-Musikern wie Sting, David Bowie, Simply Red, Carmel McCourt, oder der Sängerin Sade eingesetzt.